# Leeds United Association Football Club 1979-1980
Questa voce raccoglie le informazioni riguardanti il Leeds United Association Football Club nelle competizioni ufficiali della stagione 1979-1980

## Stagione
Rinnovata la rosa con alcuni elementi provenienti dalle giovanili, il Leeds non confermò il rendimento della stagione precedente disputando un campionato di media classifica e venendo immediatamente eliminata dalla FA Cup. In Coppa UEFA la squadra, superato il primo turno contro il Valletta, subì ai sedicesimi di finale un doppio 2-0 contro l'Universitatea Craiova che le impedì di proseguire nella manifestazione.

## Maglie e sponsor
Le divise prodotte dalla Admiral introdotte nel 1976 rimangono invariate.
| 1a divisa | 2a divisa |

## Rosa
| N. |                        | Ruolo | Calciatore      |
| -- | ---------------------- | ----- | --------------- |
|    | Scozia (bandiera)      | P     | David Harvey    |
|    | Inghilterra (bandiera) | P     | John Lukic      |
|    | Inghilterra (bandiera) | D     | Trevor Cherry   |
|    | Inghilterra (bandiera) | D     | Paul Madeley    |
|    | Inghilterra (bandiera) | D     | Brian Greenhoff |
|    | Scozia (bandiera)      | D     | Keith Parkinson |
|    | Inghilterra (bandiera) | D     | Paul Hart       |
|    | Inghilterra (bandiera) | C     | Kevin Hird      |
|    | Inghilterra (bandiera) | C     | Gary Hamson     |
|    | Inghilterra (bandiera) | C     | Roy Ellam       |
|    | Inghilterra (bandiera) | C     | Neil Firm       |
|    | Galles (bandiera)      | C     | Byron Stevenson |

| N. |                        | Ruolo | Calciatore       |
| -- | ---------------------- | ----- | ---------------- |
|    | Inghilterra (bandiera) | C     | Martin Dickinson |
|    | Galles (bandiera)      | C     | Bryan Flynn      |
|    | Inghilterra (bandiera) | A     | Wayne Entwhistle |
|    | Inghilterra (bandiera) | A     | Terry Connor     |
|    | Irlanda (bandiera)     | A     | Jeff Chandler    |
|    | Galles (bandiera)      | A     | Carl Harris      |
|    | Scozia (bandiera)      | A     | Eddie Gray       |
|    | Galles (bandiera)      | A     | Alan Curtis      |
|    | Inghilterra (bandiera) | A     | John Hawley      |
|    | Galles (bandiera)      | A     | Gwyn Thomas      |
|    | Inghilterra (bandiera) | A     | Ray Hankin       |
|    | Scozia (bandiera)      | A     | Arthur Graham    |

## Statistiche

### Statistiche di squadra
| Competizione   | Punti | Totale | Totale | Totale | Totale | Totale | Totale | DR |
| Competizione   | Punti | G      | V      | N      | P      | Gf     | Gs     | DR |
| -------------- | ----- | ------ | ------ | ------ | ------ | ------ | ------ | -- |
| First Division | 40    | 42     | 13     | 14     | 15     | 46     | 50     | -4 |
| Coppa UEFA     | -     | 4      | 2      | 0      | 2      | 7      | 4      | +3 |
| FA Cup         | -     | 1      | 0      | 0      | 1      | 1      | 4      | -3 |
| Totale         | -     | 45     | 15     | 14     | 18     | 54     | 58     | -4 |